# Selfkill
selfkill為台灣一支後搖滾樂團。

## 簡介

### 團員
- 阿達：鼓手
- 胖虎：貝斯手
- 阿峰：吉他手
- 匡匡：吉他手

### 簡史
- 2002年夏天成立，團員包括鼓手阿達、貝斯手胖虎、吉他手阿峰。以第一首創作曲[new day]參加輔仁大學所舉辦的熱音賽，獲得第二名。
- 2002年完成3、4首歌之後，由於吉他手阿峰準備研究所考試，暫時休團。
- 2003年，參加7月的野台開唱，8月的小白兔夏夏叫，10月在玩家表演廳。胖虎準備考試，再度休團4個月。
- 2004年吉他手匡匡加入，帶給樂團刺激和鼓舞，在音樂上激發了許多靈感。
- 2006年發行首張專輯《雨停了之後？》，並且入圍第18屆金曲獎最佳樂團，也是台灣樂壇有史以來第一支入圍金曲獎的後搖滾樂團。

## 音樂作品
- 《雨停了之後》，2006年5月18日，小白兔唱片發行

曲目：
1. Atonia
2. Boiled Dream
3. Cake on Body
4. 小人國暴君
5. 遊樂園
6. roller-coaster rock
7. 太空號列車
8. 媽媽 我考試考100分
9. 銀次在洗臉前陷入沉思

- 《公路白 Highway Dawn》，2012年8月10日，小白兔唱片發行

曲目：
1. Highway Dry
2. 你往何處去？
3. 公路白
4. 遲到的信
5. 那就不算過完這一天
6. It's luck, I guess
7. Departure
8. 時間不停
9. Cake on Shit

## 行動主義
2012年3月底士林王家拒絕都更但遭台北市政府強行拆除後，SELFKILL在臉書發表「王家加油!」以示其聲援立場。同年10月21日他們又在臉書上貼了一張團員拿著「核電歸零」標語的照片，表達反核立場。

## 相關連結
- 官方網站（页面存档备份，存于）
- HITORADIO專輯介紹[永久]
- [selfkill.tw@gmail.com EMAIL]